# Vaniškovce
Vaniškovce – wieś (obec) na Słowacji, w kraju preszowskim w powiecie Bardejów. Pierwsze wzmianki o miejscowości pochodzą z roku 1345.
Według danych z dnia 31 grudnia 2010 wieś zamieszkiwało 336 osób, w tym 172 kobiety i 194 mężczyzn.
W 2001 roku względem narodowości i przynależności etnicznej 99,72% populacji stanowili Słowacy, a 98,86% populacji wyznawało katolicyzm: